# Gran Teatro dell'Avana
Il Gran Teatro dell'Avana (Gran Teatro de La Habana in spagnolo) è un teatro della città di L'Avana, Cuba, situato nel Paseo del Prado o de Martí, inaugurato nel 1838.
Si tratta di uno dei teatri d'opera più grandi del mondo. È parte del monumentale palazzo del Centro Gallego (1915), opera dell'architetto belga Paul Belau per ospitare le attività sociali cittadine.

## Storia
Il Gran Teatro dell'Avana è stato costruito al di sopra delle rovine del famoso teatro Tacón costruito nel 1838 nel quale avevano cantato celebri soprani e contralto provenienti dall'Europa (Clorinda Corradi, Anna Pavlova, etc.); vi lavorarono come scenografi Antonio Meucci e Nestore Corradi. La facciata del teatro è decorata con quattro gruppi di sculture realizzate da Giuseppe Moretti rappresentanti la Carità, l'Educazione, la Musica ed il Teatro ed è in stile neo-barocco tedesco.
L'attuale teatro fu inaugurato di nuovo il 22 aprile del 1915 con la rappresentazione dell'Aida di Giuseppe Verdi con Maria Gay e Mansueto Gaudio. Attualmente il teatro ospita il Balletto Nazionale Cubano, il "Centro Pro-Art Lírico", il Balletto Spagnolo dell'Avana, il Centro Prodanza. Ha assunto l'attuale denominazione nel 1985.

## Caratteristiche
L'Auditorium García Lorca, la parte principale del teatro, possiede 1500 posti a sedere ed è il palcoscenico del Ballet Nacional de Cuba, la più importante compagnia di balletto cubana. Durante gli spettacoli del XIX e XX secolo si sono esibiti sul palco artisti importanti come Ole Bull, Enrico Caruso, Fanny Elssler, Anna Pavlova, Ruth Saint Denis, Ted Shawn, Majja Pliseckaja, Clorinda Corradi, Sarah Bernhardt, Carla Fracci, Alicia Alonso ed altri, così come si sono esibite diverse compagnie di balletto internazionali.